# Mission d'exploration Bailey-Morshead des gorges de Tsangpo
La mission d'exploration Bailey–Morshead des gorges de Tsangpo est une expédition non autorisée de Frederick Bailey et Henry Morshead en 1913 qui, pour la première fois, établit la route définitive par laquelle la rivière Tsangpo atteint la mer depuis le nord de l'Himalaya, à travers les gorges de Tsangpo.

## Contexte

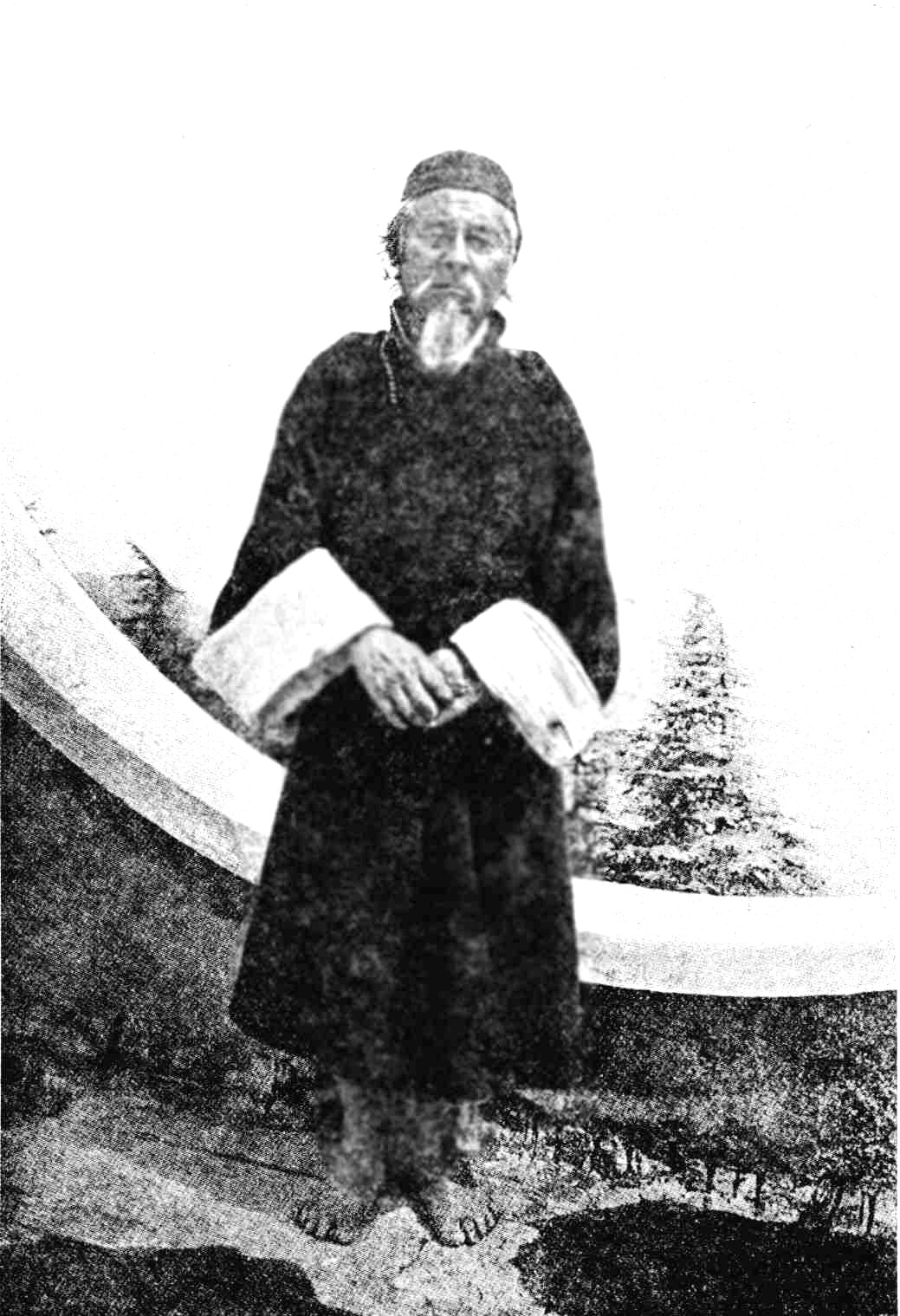
Kinthup, photographié en 1914

Croquis des fleuves surgissant du plateau tibétain

Au nord de l'Himalaya, la rivière Yarlung Zangbo coule vers l'est à travers le plateau tibétain, puis se transforme vers le sud en une série de gorges massives dans les montagnes himalayennes. Jusque dans les années 1880, on ne savait pas par quelle route elle atteignait finalement la mer. Cela aurait pu être n'importe lequel des fleuves Yangzi, Mékong, Salouen, Irrawaddy ou Brahmapoutre, qui ont tous des sources dans cette région. Kinthup, un Lepcha du Sikkim employé comme Pundit (en), avait fourni des preuves que le Tsangpo coule dans le Dihang (un affluent du Brahmapoutre) mais il n'était pas largement considéré . En 1911, la connexion était largement acceptée. Un autre mystère était resté: la rivière chute de 9 000 pieds (2 700 mètres) sur une distance de 100 miles (160 km) ce qui est extrêmement raide pour une rivière de cette taille. Il semblait qu'il devait y avoir une cascade massive et, en effet, Kinthup en avait signalé une de 150 pieds (46 m) de haut.

## Expédition Abor
En 1911–1912, dans le cadre de l'expédition Abor, le Survey of India mena une vaste étude des affluents du Brahmapoutre. Morshead était dans une équipe arpentant la rivière Dibang pendant que Frederick Bailey arpentait le Dihang . Oakes et Field de l'équipe de Dihang furent les premiers à mesurer les 25 445 pieds  (7 756 mètres) de hauteur du Namcha Barwa ; et pour le Dibang, Morshead confirma la hauteur ; les mesures séparées permirent de fournir un emplacement très précis .

## Expédition de 1913

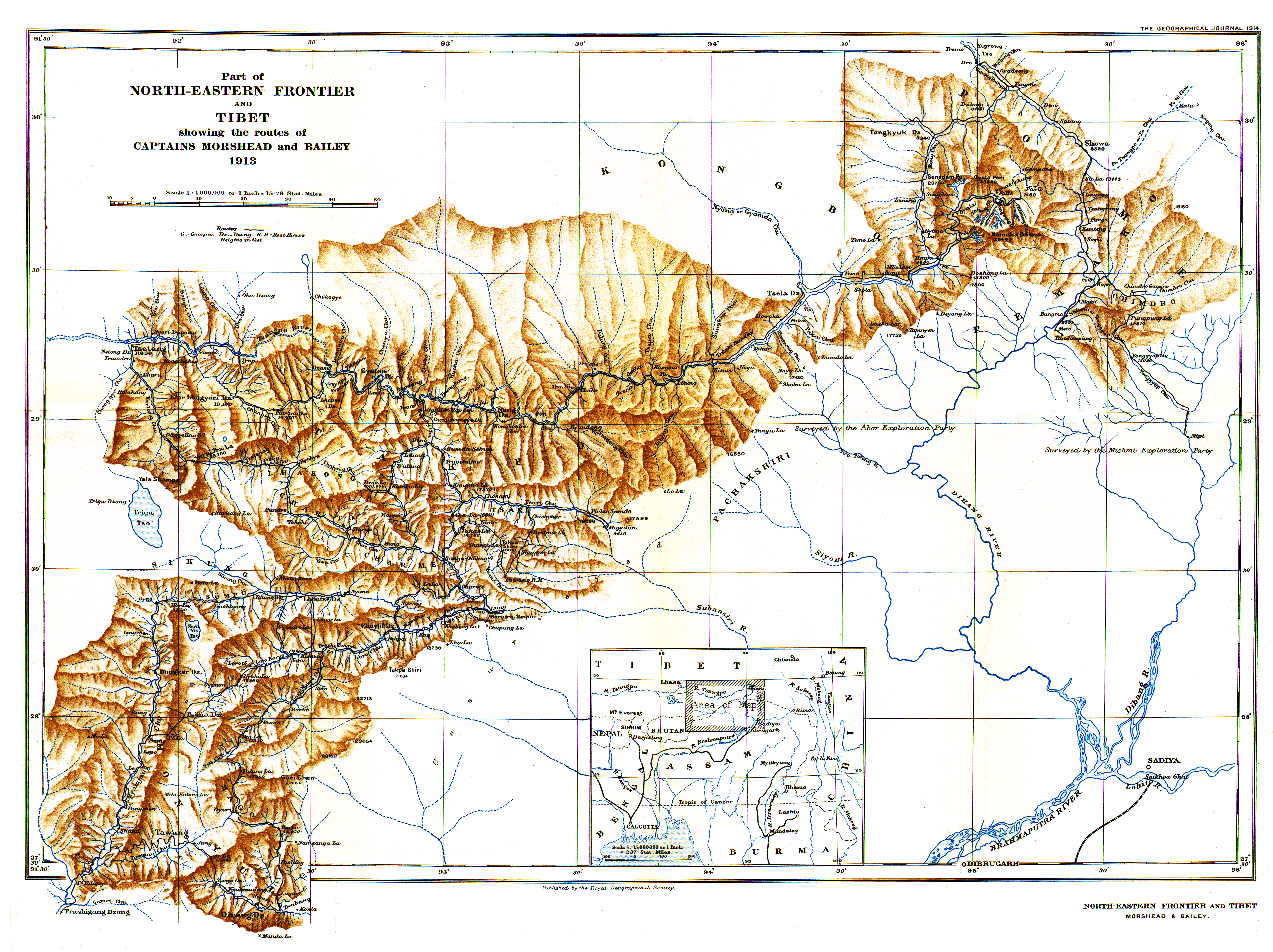
Carte de Bailey et Morshead de l'itinéraire de l'expédition

En 1913, Bailey, un officier du renseignement de l'armée indienne, invita Morshead à être l'arpenteur d'une expédition ayant pour but d'explorer le Grand Canyon de Yarlung Tsangpo (Tsangpo Gorge), maintenant connu pour être la gorge la plus profonde du monde. Bailey et Morshead l'explorèrent du sud avec Morshead examinant l'itinéraire entier et calculant les résultats en chemin afin de ne pas freiner leur progression. En remontant la rivière Dibang et en traversant le col Yonggyap (29°13′00″N 95°35′00″E / 29.21667°N 95.58333°E
 ) et la ligne de partage des eaux de l'Himalaya jusqu'au Tibet, ils atteignirent le Dihang et entamèrent la gorge.
Alors qu'ils étaient à Lagung, juste à l'est de Namcha Barwa, ils furent arrêtés par le Nyerpa de Pome qui les a emmena à Showa sur la rivière Po Tsangpo. Après avoir été emprisonnés pendant plusieurs jours, ils furent libérés. Suivant cette rivière en aval à l'ouest puis au nord, ils atteignirent la vallée de Rong Chu où Bailey découvrit à la lisière de la forêt un grand pavot bleu,  maintenant connu sous le nom de Meconopsis baileyi. Ils se dirigèrent vers le sud pour rejoindre à nouveau la rivière Dihang, cette fois en amont de la gorge, et juste au sud de Gyala Peri. Par conséquent, ils pénétrèrent la courbure massive des gorges de Tsangpo, au nord-est de Namcha Barwa. Ils purent descendre jusqu'à Pemakoi-chen où ils trouvèrent les immenses gorges de Tsangpo infranchissables. Ils n'étaient qu'à environ 45 miles (72 km) en amont de Lagung mais ils durent tourner vers le nord pour suivre le Tsangpo en amont jusqu'à Tsetang où ils quittèrent la rivière et se dirigèrent vers le sud à travers l'est du Bhoutan jusqu'à Trashigang, pour finalement arriver à Rangiya en Inde . L'expédition avait couvert 1 680 miles (2 700 km) à pied, et duré du 16 mai au 14 novembre 1913 .

## Découvertes et résultats
Ce faisant, ils prouvèrent que l'affluent Dibang du Brahmapoutre coule autour plutôt qu'à travers les montagnes himalayennes et ne se connecte pas avec le Tsangpo. Ils prouvèrent également de manière concluante que le Tsangpo–Dihang–Brahmapoutre ne forment qu'une seule rivière et pour la première fois établirent son cours précis le long de ce qui est désormais connu comme le Grand Canyon de Yarlung Tsangpo. La plus haute cascade qu'ils trouvèrent était de 30 pieds (9,1 mètres) et ils estimèrent qu'il était peu probable qu'il y ait une chute plus élevée; cela a été une déception même pour les professionnels. Pour son travail, Morshead reçut la Médaille Macgregor du United Service Institution of India (en) . À l'époque, l'expédition était considérée comme un grand exploit d'exploration et elle s'attira une renommée internationale.